# مایکل امپریولی
مایکل امپریولی (متولد ۲۶ مارس ۱۹۶۶) بازیگر آمریکایی است. او بیشتر برای نقش کریستوفر مولتیسانتی در درام جنایی اچ‌بی‌او خانواده سوپرانو (۱۹۹۹–۲۰۰۷) شناخته می‌شود که در سال ۲۰۰۴ جایزه امی ساعات پربیننده برای بهترین بازیگر نقش مکمل مرد در یک سریال درام را برای او به ارمغان آورد.
او در فیلم مقدسین خانواده، اعتیاد، شهر دختران و عشق در زمان پول داشتن بازی کرده است.